# Khatoun
Khatoun o Khatun (persiano: خاتون - Khatun, turco: Hatun, mongolo xatan), titolo delle principesse mongole, figlie del khan (mongolo xaan), che onorava le dame di nobili origini, ed in particolare le principesse. Tutte le figlie del Sultano ne avevano diritto, anche se non è sempre riportato.
Il turco medievale ha creato le forme alternative khanoum, khanym, originariamente indicando "mio principe" (cf. Begum partendo da beg : signore), come in Bibi Khanoum, moglie di Tamerlano.

Questa parola si ritrova col significato di "signora" in persiano moderno (khanom) e turco moderno (hanım).
In turco, si trova anche l'ortografia hatun (signora),  usato insieme a çelebi (signore), titolo principesco (cf. Yakub Çelebi e Nefise Hatun, rispettivamente figlio e figlia di Murad I).